# Купэнко, Александр Николаевич
Александр Николаевич Купэнко (род. 1943 год, село Журавлевка Амурской области Хабаровского края) — тренер-преподаватель по легкой атлетике, почетный гражданин Зарайского района.

## Биография
Александр Купэнко родился в 1943 году в селе Журавлевка Амурской области Хабаровского края. Вместе с мамой Зинаидой Васильевной в возрасте 2 лет переехал жить в Зарайск. С 1962 по 1966 год служил в ВМФ. Александр Купэнко в 1978 году стал работать тренером по легкой атлетике Муниципального бюджетного образовательного учреждения дополнительного образования детей детско-юношеской спортивной школы. У него занимаются ученики с 13 до 20 лет. Он воспитал 2 мастеров спорта, 50 спортсменов, у которых есть 1 разряд, 7 кандидатов в мастера спорта. Ученики тренера входят в состав сборной команды Московской области по легкой атлетике. Александр Купэнко ежегодно организовывает соревнования по легкой атлетике памяти О. П. Кутаковой, День бегуна памяти мастера спорта А. Конова, турниры по прыжкам в высоту и по мини-экидену, соревнования по легкой атлетике, посвященные Дню защитника. Жена Александра Купэнко — Вера Петровна.
Ученики: Дарья Горлова.
Педагогический стаж - 41 год.

## Награды и звания
- Нагрудный знак «Почетный работник общего образования Российской Федерации»[1]
- Медаль «Во славу спорта»[1]
- Почетный гражданин Зарайского муниципального района[1]